# Eemsmond
Eemsmond es antiguo municipio de la provincia de Groninga al norte de los Países Bajos. Ocupa una superficie de 543,35 km², de los que 353,54 km² corresponden a la superficie ocupada por el agua. En octubre de 2014 contaba con una población de 15.893 habitantes. El municipio se fundó en 1979 por la fusión de otros dos antiguos municipios, Uithuizen y Uithuizermeeden, y tomó su nombre del río Ems que tiene su desembocadura en él.
Los núcleos de población que lo forman son: Eemshaven, Breede, Doodstil, Eppenhuizen, Hefswal, Kantens, Katershorn, Koningsoord, 't Lage van de Weg, Noordpolderzijl, Oldenzijl, Oldorp, Oosteinde, Oosternieland, Oudeschip, Paapstil, Roodeschool, Rottum, Startenhuizen, Simonszand, Stitswerd, Uithuizen, Uithuizermeeden, Usquert, Valom, Wadwerd, Warffum, Zandeweer y Zevenhuizen. También se encuentran dentro del municipio las islas Rottumeroog y Rottumerplaat, en el Mar de Frisia, ambas deshabitadas. 
Se comunica con Groninga por vía férrea. El municipio dispone de cinco paradas en la línea que une Groninga con Roodeschool.

## Galería

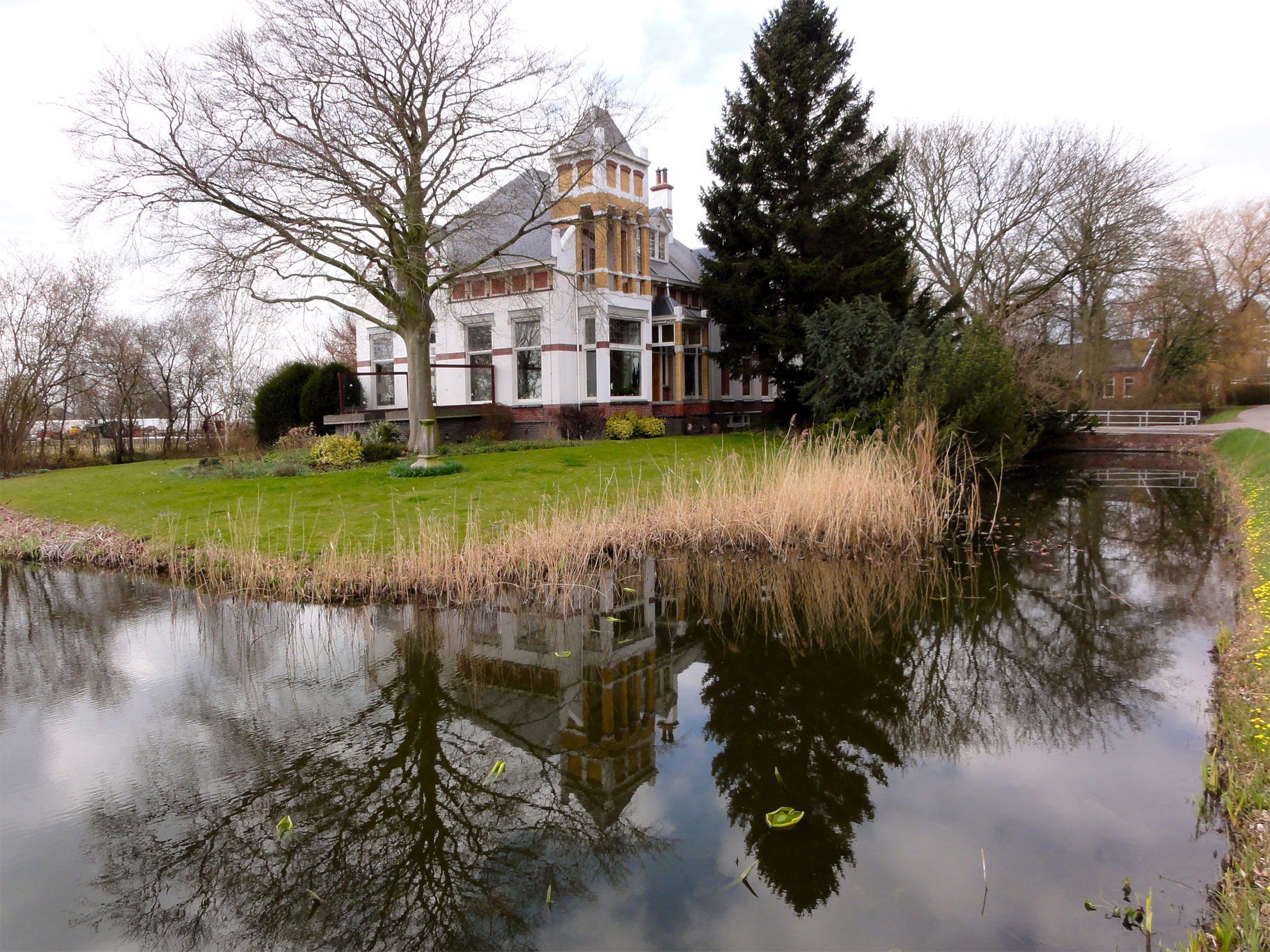
Villa con elementos Art Nouveau en Barmerweg.
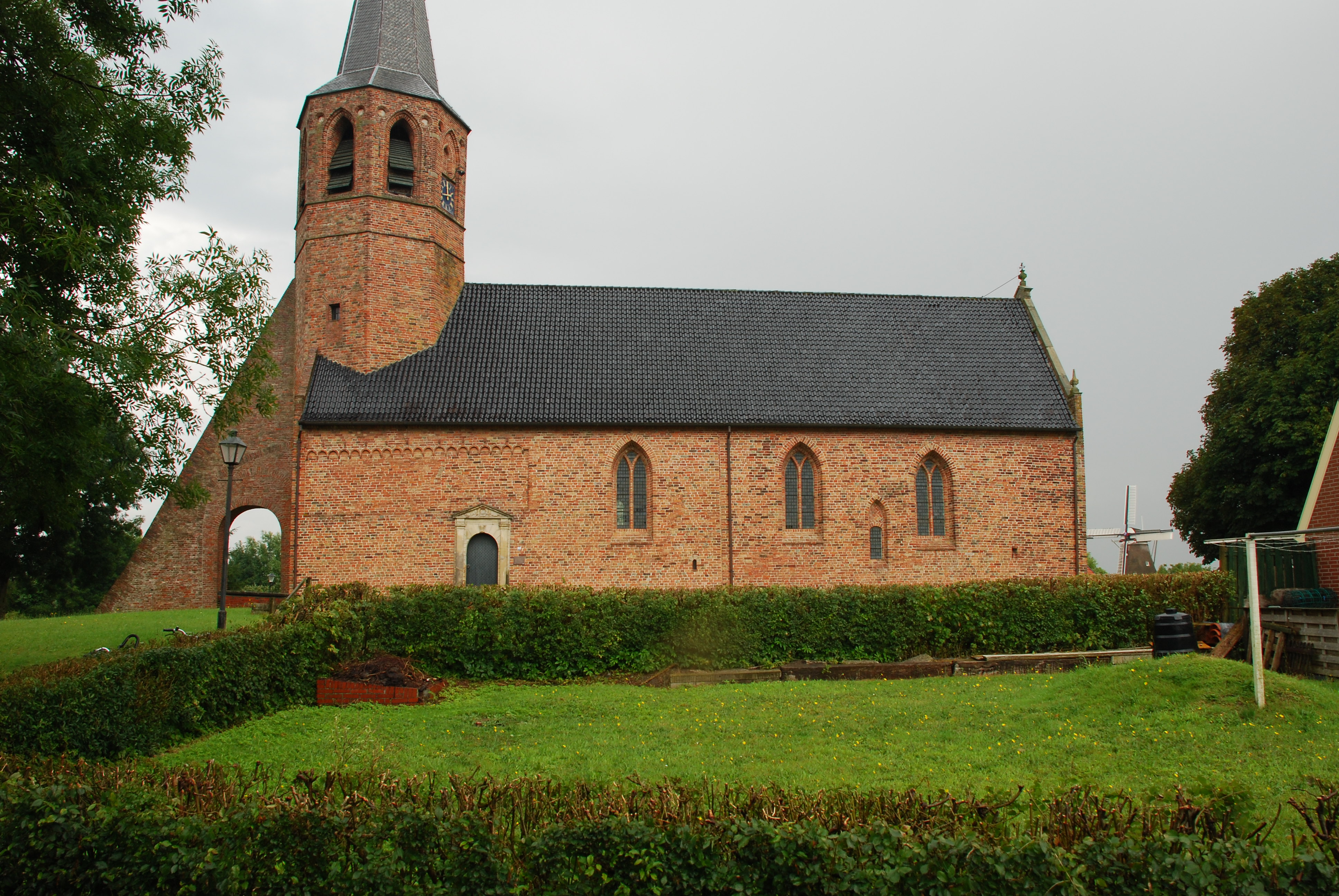
Iglesia de san Antonio en Kantens, iniciada en el siglo XIII, famosa por el sobresaliente contrafuerte de su torre.
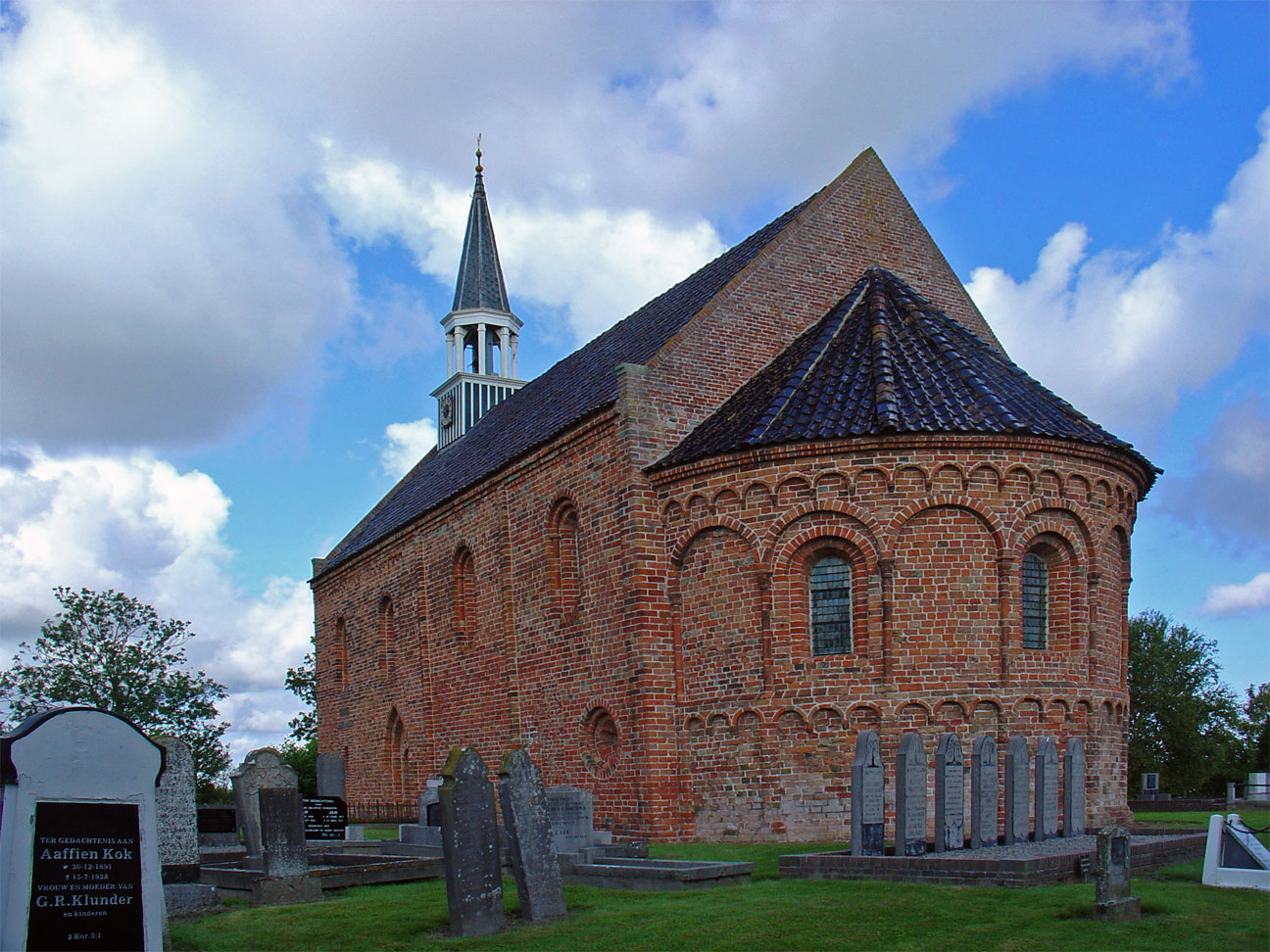
Iglesia de san Nicolás en Oldenzijl, de estilo románico.
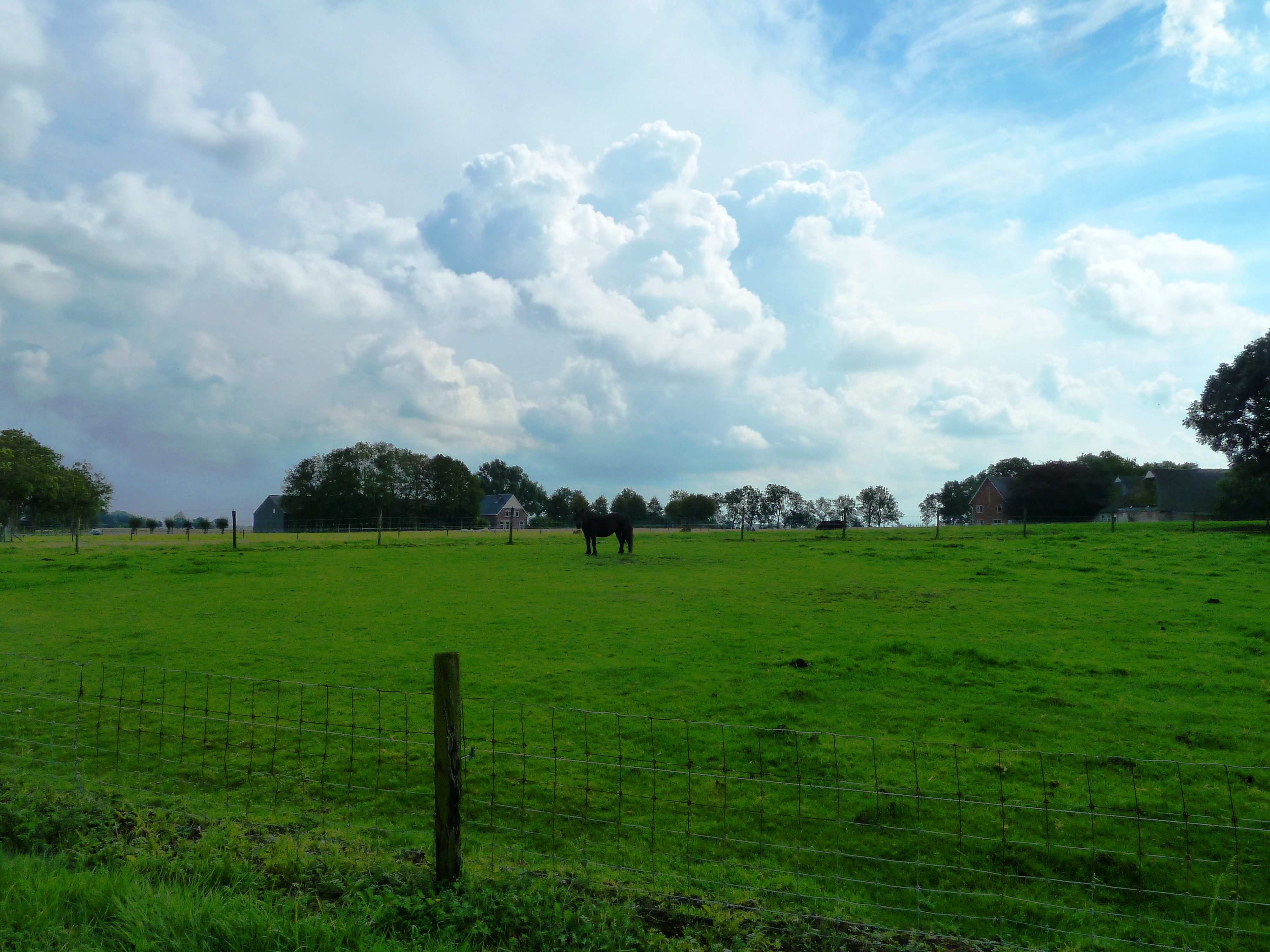
Montículo de Oldorp (4,3 metros sobre el nivel del mar), sitio arqueológico en el que se han hallado restos de la Alta Edad Media.